# Artur Relander
Artur William Relander, född 25 september 1862 i Mörskom, död 24 december 1934 i Lovisa, var en finländsk läroverkslektor och folkbildare.
Efter avlagd filosofie kandidatexamen 1886 och sånglärarexamen 1889 verkade Relander som lärare i religion, historia, geografi, filosofi och sång vid samskolan i Lovisa, och därtill under 13 års tid som dess rektor. Han var en central gestalt i stadens musikliv och ledde skolorkestern som han grundade 1911. Orkestern framträdde, förstärkt med före detta elever och blåsare ur stadens hornorkester, även vid fester och andra tillställningar utanför skolan. Denna verksamhet stimulerade uppkomsten av stråkorkestrar i de östnyländska bygderna.
Relander grundade 1914 Östra Nylands sång- och musikförbund, det äldsta av de nu existerande finlandssvenska musikförbunden. Han verkade även länge inom kommunalpolitiken, bland annat som ordförande i stadsfullmäktige i Lovisa 1900–1911.